# Black Snow (film 1965)
Black Snow è un film del 1965 diretto da Tetsuji Takechi.

## Trama
Jiro è il figlio di una tenutaria di un bordello sito nei pressi di una base americana in Giappone. Egli, insieme con due complici, pianifica un’azione criminosa. Come per prepararsi ad essa, Jiro, una notte, accoltella a morte un militare americano.
Shizue è una giovane ragazza dalla salute cagionevole, che Jiro, nei pressi della base, ha notato diverse volte consegnare al padre taxista un cestino con il pranzo. Un giorno egli la invita al cinema, dove fra i due sembra svolgersi qualche pratica erotica di petting.
Jiro ha promesso ad uno dei suoi complici di presentarle una donna per un intercorso sessuale. Il complice di Jiro pare attribuire particolare importanza al fatto che la ragazza sia vergine, e Jiro le fa incontrare Shizue: quando costei si accorge che il suo partner non è Jiro, fugge in strada completamente nuda e si accascia al suolo.
Jiro e i suoi complici si recano nottetempo dalla zia di Jiro, che notoriamente dispone di molto denaro essendo la protetta di un ufficiale statunitense, con l’intenzione di derubarla. I tre la violentano a turno, e quando Jiro la uccide con una revolverata, i due complici, atterriti, fuggono. Jiro si impossessa del denaro della zia, poi torna al bordello e fa sesso con una delle prostitute.
Tempo dopo, Jiro si presenta a Mina, una prostituta da poco entrata a far parte della casa di piacere, con dei costosi regali, quando viene arrestato con l’accusa di aver recentemente cambiato una gran quantità di dollari di provenienza sospetta.
A visitarlo in carcere vengono Shizue ed il padre, il quale dice che la figlia gli ha raccontato di essersi innamorata del giovane, e si dice contento di un loro eventuale futuro matrimonio. Quando i visitatori se ne vanno Jiro confessa alle autorità il proprio duplice omicidio ed il furto.
In un nevoso mattino d’inverno, Jiro è scortato, entro le mura del carcere, dal plotone di esecuzione.